# Tetranychus pafuriensis
Tetranychus pafuriensis är en spindeldjursart som beskrevs av Meyer 1965. Tetranychus pafuriensis ingår i släktet Tetranychus och familjen Tetranychidae. Inga underarter finns listade i Catalogue of Life.